# جوك فيليبس
جوك فيليبس (بالإنجليزية: Jock Phillips)‏ هو مؤرخ نيوزيلندي، ولد في 1947.